# Sân vận động Franceville
Sân vận động Franceville (tiếng Pháp: Stade de Franceville) là một sân vận động ở Franceville, Gabon. Sân vận động có sức chứa 22.000 người. Sân được khánh thành vào tháng 1 năm 2012, kịp thời gian để sử dụng cho Cúp bóng đá châu Phi 2012. Trận đấu mở màn là trận đấu giao hữu giữa Gabon và Sudan.